# Entering the Levitation: A Tribute to Skepticism
Entering the Levitation: A Tribute to Skepticism è un album funeral doom metal, realizzato come tributo agli Skepticism.

## Il disco
Questo progetto, voluto dall'etichetta polacca Foreshadow, raccoglie 12 dei maggiori successi degli Skepticism, suonati e rivisitati da alcune delle più famose band della scena doom e funeral doom internazionale.
Molti dei brani sono stati pesantemente rivisti dagli interpreti, che si sono adoperati per rendere personali ed uniche le loro esecuzioni.
Il booklet del disco raccoglie le impressioni ed i sentimenti che le varie band hanno voluto dedicare allo storico gruppo finnico; in particolare gli Shape of Despair, band probabilmente fra le più conosciute di tutta la dozzina, ha dichiarato che gli Skepticism hanno rappresentato un'importante fonte di ispirazione per tutti i componenti del gruppo:
(Shape of Despair)

## Tracce[2]

### CD 1
1. The Gallant Crow (Nest) 13:51
2. Forge (Shroud of Bereavement) 7:37
3. Aether (Shape of Despair) 8:47
4. Shred of Light, Pinch of Endless (Why Angels Fall) 9:16
5. The Rising of the Flames (Corpus Omni Domini) 9:55
6. The Organium (Oktor) 7:30

### CD 2
1. Untitled (Aarni)  7:40
2. Edges (Monolithe) 6:45
3. Towards My End (Calmsite)  5:03
4. Chorale (Rigor Sardonicous) 7:10
5. The Raven and the Backward Funeral (Darkflight) 6:56
6. The Falls (It Will Come) 10:36

## Elenco dei gruppi partecipanti
- Nest
- Shroud of Bereavement
- Shape of Despair
- Why Angels Fall
- Corpus Omni Domini
- Oktor
- Aarni
- Monolithe
- Calmsite
- Rigor Sardonicous
- Darkflight
- It Will Come